# Independent Spirit Awards
Independent Spirit Awards blev grundlagt i 1984 under navnet FINDIE (Friend of Independents) Awards. Prisen man fik var en pyramide af akryl med snørebånd indeni, et symbol på den usikre økonomi det var at producere independentfilm. Prisen skiftede navn i 1986 for bedre at vise at man satte pris på de talenter, der arbejdede kreativt udenfor det store studiomiljø. The Independent Spirit Awards bliver præsenter af Film Independent, en nonprofitorganisation, der arbejder med independantfilm og filmmagere.
Uddelingen bliver afholdt i forårsperioden i Californien, og vises på TV i USA.